# John Tenniel

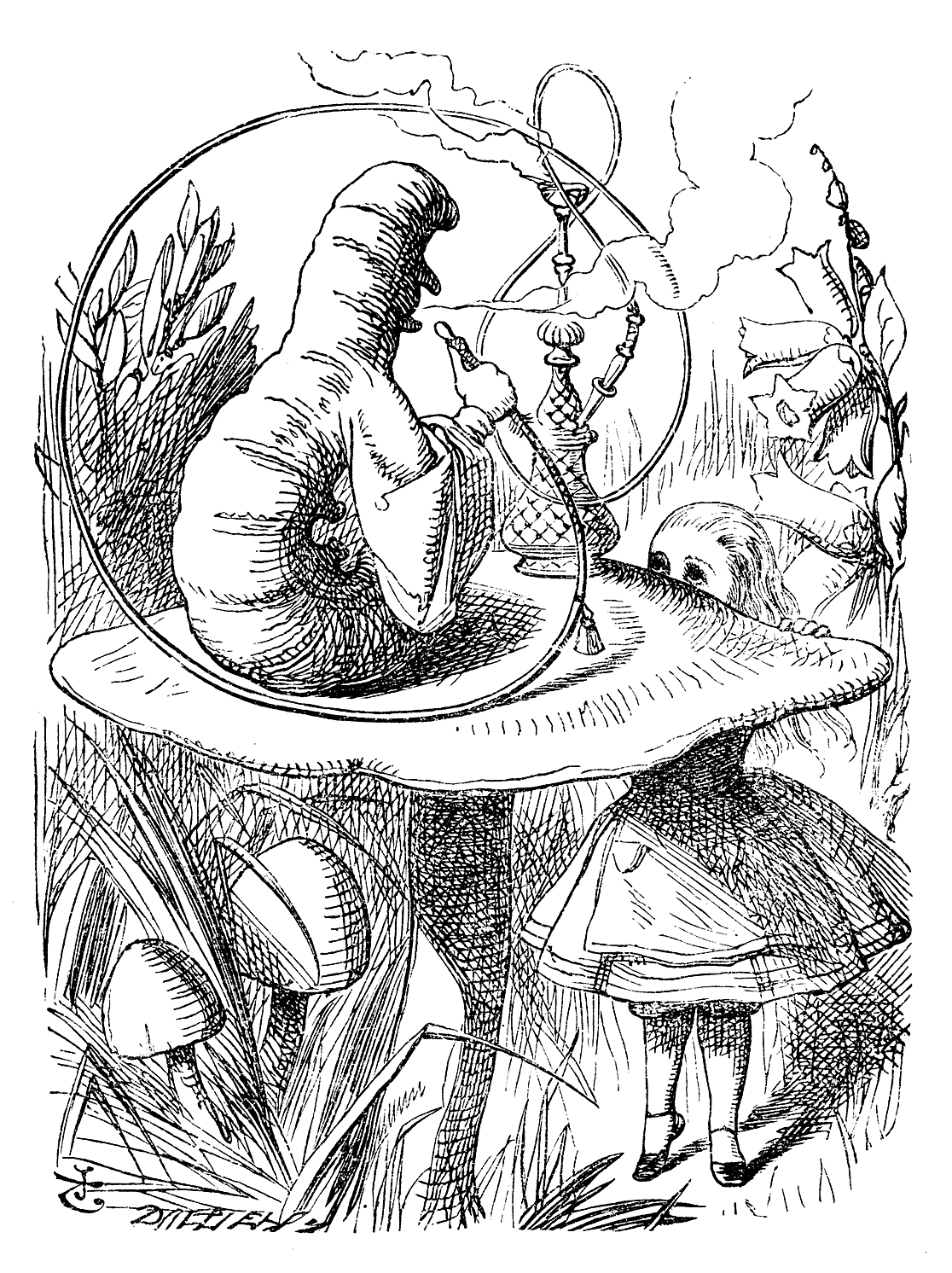
Larv med vattenpipa. En illustration ur Alice i Underlandet.

John Tenniel, född 28 februari 1820 i Bayswater i London, död 25 februari 1914 i London, var en brittisk illustratör.
Han tecknade många samtidskommenterande serier och skämtteckningar för Punch under sent 1800-tal, men är idag mest ihågkommen för sina illustrationer till Lewis Carrolls Alice i Underlandet. "Hans endast lätt förvridna djur- och människogestalter gjorde det overkliga sannolikt och verkligheten tvetydig".